# Futbol'nyj Klub Arsenal Tula 2016-2017
Questa voce raccoglie rosa, risultati e statistiche dell'Arsenal Tula nella stagione 2016-2017.

## Stagione
In Prem'er-Liga la squadra finì quattordicesima, per cui fu necessario disputare i play-out salvezza contro l'Enisej: la salvezza arrivò solo grazie alla regola dei gol fuori casa (sconfitta 2-1 in trasferta, vittoria 1-0 in casa).
In Coppa arrivò l'immediata estromissione a causa della sconfitta per 2-0 in trasferta contro il Tosno.

## Rosa
| N. |                      | Ruolo | Calciatore         |
| -- | -------------------- | ----- | ------------------ |
| 2  | Russia (bandiera)    | D     | Ivan Ershov        |
| 5  | Russia (bandiera)    | D     | Anri Chaguš        |
| 6  | Russia (bandiera)    | D     | Maksim Belyaev     |
| 7  | Russia (bandiera)    | C     | Kantemir Berchamov |
| 9  | Russia (bandiera)    | C     | Kirill Kombarov    |
| 13 | Zambia (bandiera)    | D     | Stophira Sunzu     |
| 18 | Russia (bandiera)    | C     | Nikita Burmistrov  |
| 19 | Argentina (bandiera) | A     | Federico Rasic     |
| 20 | Russia (bandiera)    | C     | Vadim Steklov      |
| 21 | Colombia (bandiera)  | D     | Jherson Vergara    |
| 25 | Russia (bandiera)    | P     | Vladimir Gabulov   |
| 26 | Mali (bandiera)      | C     | Moussa Doumbia     |

| N. |                     | Ruolo | Calciatore          |
| -- | ------------------- | ----- | ------------------- |
| 28 | Russia (bandiera)   | C     | Vladislav Ryzhkov   |
| 36 | Russia (bandiera)   | P     | Michail Levašov     |
| 39 | Russia (bandiera)   | C     | Igor' Gorbatenko    |
| 61 | Georgia (bandiera)  | D     | Gia Grigalava       |
| 62 | Romania (bandiera)  | C     | Alexandru Bourceanu |
| 71 | Russia (bandiera)   | D     | Aleksandr Denisov   |
| 78 | Russia (bandiera)   | C     | Ilia Maksimov       |
| 79 | Russia (bandiera)   | C     | Danila Buranov      |
| 84 | Russia (bandiera)   | C     | Oleg Vlasov         |
| 86 | Bulgaria (bandiera) | C     | Ivan Ivanov         |
| 88 | Russia (bandiera)   | A     | Igor' Ševčenko      |
| 98 | Bulgaria (bandiera) | C     | Mihail Aleksandrov  |

## Risultati

### Campionato
| Mosca 31 luglio 2016 1ª giornata | Spartak Mosca | 4 – 0 referto | Arsenal Tula | Otkrytie Arena |

| Tula 6 agosto 2016 2ª giornata | Arsenal Tula | 1 – 0 referto | Rubin | Stadio Arsenal |

| Kaspijsk 14 agosto 2016 3ª giornata | Anži | 1 – 0 referto | Arsenal Tula | Anži-Arena |

| Tula 22 agosto 2016 4ª giornata | Arsenal Tula | 0 – 0 referto | Gazovik Orenburg | Stadio Arsenal |

| Ekaterinburg 28 agosto 2016 5ª giornata | Ural | 1 – 1 referto | Arsenal Tula | SKB-Bank Arena |

| Tula 11 settembre 2016 6ª giornata | Arsenal Tula | 0 – 5 referto | Zenit San Pietroburgo | Stadio Arsenal |

| Tomsk 17 settembre 2016 7ª giornata | Tom' Tomsk | 1 – 0 referto | Arsenal Tula | Trud Stadium |

| Tula 25 settembre 2016 8ª giornata | Arsenal Tula | 0 – 0 referto | Terek Groznyj | Stadio Arsenal |

| Mosca 1 ottobre 2016 9ª giornata | Lokomotiv Mosca | 1 – 1 referto | Arsenal Tula | RZD Arena |

| Tula 16 ottobre 2016 10ª giornata | Arsenal Tula | 0 – 0 referto | Krasnodar | Stadio Arsenal |

| Samara 21 ottobre 2016 11ª giornata | Kryl'ja Sovetov Samara | 1 – 1 referto | Arsenal Tula | Stadio Metallurg (Samara) |

| Tula 30 ottobre 2016 12ª giornata | Arsenal Tula | 0 – 2 referto | Ufa | Stadio Arsenal |

| Rostov sul Don 6 novembre 2016 13ª giornata | Rostov | 4 – 1 referto | Arsenal Tula | Stadio Olimp-2 |

| Tula 18 novembre 2016 14ª giornata | Arsenal Tula | 0 – 1 referto | CSKA Mosca | Stadio Arsenal |

| Perm' 26 novembre 2016 15ª giornata | Amkar Perm' | 1 – 0 referto | Arsenal Tula | Stadio Zvezda |

| Kazan' 30 novembre 2016 16ª giornata | Rubin | 1 – 0 referto | Arsenal Tula | Kazan Arena |

| Tula 5 dicembre 2016 17ª giornata | Arsenal Tula | 1 – 0 referto | Anži | Stadio Arsenal |

| Orenburg 4 marzo 2017 18ª giornata | Gazovik Orenburg | 3 – 0 referto | Arsenal Tula | Stadio Gazovik |

| Tula 10 marzo 2017 19ª giornata | Arsenal Tula | 2 – 0 referto | Ural | Stadio Arsenal |

| San Pietroburgo 19 marzo 2017 20ª giornata | Zenit San Pietroburgo | 2 – 0 referto | Arsenal Tula | Stadio Petrovskij |

| Tula 1 aprile 2017 21ª giornata | Arsenal Tula | 3 – 0 referto | Tom' Tomsk | Stadio Arsenal |

| Groznyj 8 aprile 2017 22ª giornata | Terek Groznyj | 3 – 1 referto | Arsenal Tula | Achmat-Arena |

| Tula 16 aprile 2017 23ª giornata | Arsenal Tula | 0 – 3 referto | Lokomotiv Mosca | Stadio Arsenal |

| Krasnodar 23 aprile 2017 24ª giornata | Krasnodar | 2 – 0 referto | Arsenal Tula | Stadio FC Krasnodar |

| Tula 26 aprile 2017 25ª giornata | Arsenal Tula | 2 – 0 referto | Kryl'ja Sovetov Samara | Stadio Arsenal |

| Ufa 30 aprile 2017 26ª giornata | Ufa | 1 – 0 referto | Arsenal Tula | Neftyanik Stadium |

| Tula 6 maggio 2017 27ª giornata | Arsenal Tula | 1 – 0 referto | Rostov | Stadio Arsenal |

| Mosca 12 maggio 2017 28ª giornata | CSKA Mosca | 3 – 0 referto | Arsenal Tula | Arena CSKA |

| Tula 17 maggio 2017 29ª giornata | Arsenal Tula | 0 – 0 referto | Amkar Perm' | Stadio Arsenal |

| Tula 21 maggio 2017 30ª giornata | Arsenal Tula | 3 – 0 referto | Spartak Mosca | Stadio Arsenal |

#### Play-out
| Krasnojarsk 25 maggio 2017 Play-out - Andata | Enisej | 2 – 1 referto | Arsenal Tula | Central'nyj stadion im. Leninskogo komsomola |

| Tula 28 maggio 2017 Play-out - Ritorno | Arsenal Tula | 1 – 0 referto | Enisej | Stadio Arsenal |

### Coppa di Russia
| 21 settembre 2016 | Tosno | 2 – 0 referto | Arsenal Tula |  |